# 단근질

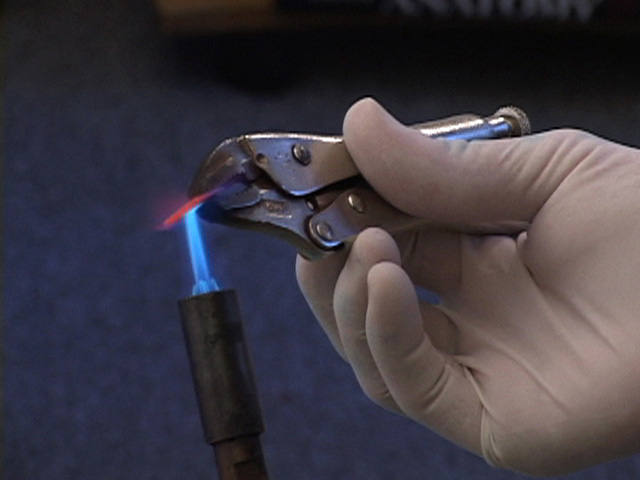

단근질(branding)은 살아 있는 사람의 살점을 태우거나 지지는 것이다. 고문 또는 형벌로써 집행된 것을 낙형(烙刑)이라 하고, 특수한 형태를 가져 살점에 모양을 낼 수 있는 것을 낙인(烙印, branding iron)이라 한다.

## 같이 보기
- 짐승의 숫자